# Circotettix strepitus
Circotettix strepitus är en insektsart som först beskrevs av Rehn, J.A.G. 1921.  Circotettix strepitus ingår i släktet Circotettix och familjen gräshoppor. Inga underarter finns listade i Catalogue of Life.